# Balszawik (obwód homelski)
Balszawik (biał. Бальшавік; ros. Большеви́к) – osiedle typu robotniczego położone w rejonie homelskim, 20 km od Homla; 2,5 tys. mieszkańców (2010).
Znajduje tu się stacja kolejowa Łazurnaja, położona na linii Homel – Żłobin – Mińsk.

## Historia
Miejscowość znajduje się na linii kolejowej Homel – Żłobin oraz drodze Homel – Mohylew. Jest oddalona o ok. 1,5 km od osady Łazarnaja. Jej historia sięga 1873, gdy wybudowano linię kolejową łączącą Bobrujsk z Homlem. W czasach Białoruskiej SRR na terenie obecnej miejscowości wykształciły się cztery osady pracowników zakładów torfowych (o numerach: 1, 2, 3 i 4). W 1950 nastąpiło zjednoczenie osad w jedno osiedle miejskie w rejonie uwarowickim. W 1969 miejscowość liczyła 2,5 tys. mieszkańców. W 1987 dołączono do niej osiedle Andrianowski.